# 八七式軽爆撃機

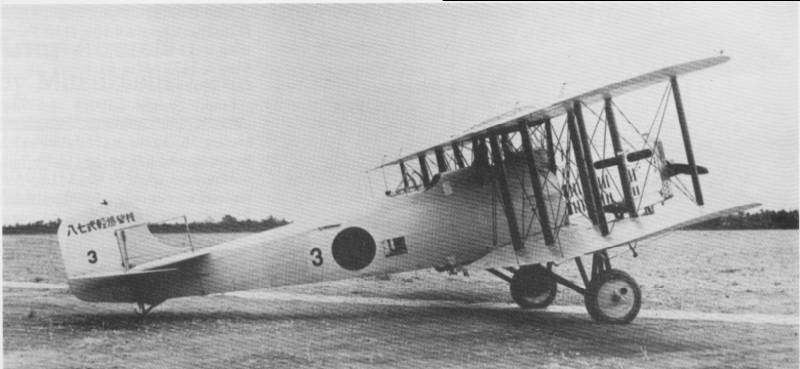
八七式軽爆撃機

八七式軽爆撃機（はちななしきけいばくげきき）は、太平洋戦争前に日本陸軍で採用された爆撃機である。設計・製造は三菱重工業。海軍の一三式艦上攻撃機を陸軍向けに改造した機体で、陸軍最初の国産制式軽爆撃機となった。

## 概要
1925年（大正14年）に日本陸軍は、新型軽爆撃機の開発を中島、川崎、三菱の3社に命じた。三菱では陸軍向けの機体を新規開発する方針だったが、開発に時間がかかりそうだったため、海軍向けとして既に実績のある一三式艦上攻撃機を陸軍向けに改造した機体を提出し、その後新規開発した機体を審査に提供することとした。試作機は1926年（大正15年）3月に完成し、6月には他社の機体との比較審査が行われた。審査の結果、どの機体も要求性能には達していなかったが、性能的にバランスがとれ既に製造されている機体を利用していることから補給が容易であることが評価され、本機が一応採用されることとなった。その後三菱の新規開発機である、鷲型軽爆撃機が完成し本機と比較審査されたが本機の方が性能的に優れていたため、1928年（昭和3年）に八七式軽爆撃機として制式採用された。
本機は胴体、翼とも木製骨格に羽布張りの複葉単発機で、機体前部のエンジン周辺だけ金属製となっていた。構造的には旧式だったが、操縦性能が優れており満州事変の初期まで利用された。しかし、より近代的な八八式偵察機・八八式軽爆撃機が導入されたため、以後急速に前線から引き上げられた。生産は1929年（昭和4年）まで行われ、生産機数は48機であった。

## 諸元
- 全長：10.00 m
- 全幅：14.80 m
- 自重：1,800 kg
- 全備重量：3,300 kg
- 発動機：ヒスパノスイザ 水冷V型12気筒
- 出力：450馬力
- 最大速度：185 km/h
- 航続時間：3時間
- 武器： 
  - 7.7 mm機銃 ×4
  - 爆弾 500 kg
- 乗員：2名